# Петров, Фёдор Игнатьевич
Фёдор Игнатьевич Петров (1902—1968) — министр внутренних дел Карельской АССР, генерал внутренней службы 3-го ранга.

## Биография
Окончил Высшую пограничную школу ОГПУ (НКВД) дважды: в 1925 и в 1935, затем курсы военных комиссаров в 1938. Член ВКП(б). В 1946—1951 начальник Управления МВД по Омской области. В 1951—1956 министр внутренних дел Карело-Финской ССР. В 1956—1959 министр внутренних дел Карельской АССР.

### Звания
- полковник;
- полковник внутренней службы (1952);
- генерал внутренней службы 3-го ранга. (1957)

### Награды
- орден Ленина
- орден Красного Знамени;
- орден Отечественной войны 1-й степени (24.08.1949);[2]
- Трудового Красного Знамени
- Красной Звезды
- медали.